# Hloverka Novak Srzić
Hloverka Novak Srzić (Split, 1. srpnja 1956.) hrvatska je novinarka i televizijska voditeljica.  
Nakon odrastanja u Makarskoj, odlazi u Zagreb 1975. godine gdje diplomira na Fakultetu političkih znanosti.
Svoju novinarsku karijeru započinje 1984. godine na Omladinskom radiju (kasnije Radio 101), nakon čega radi na Radio Sljemenu i u Večernjem listu. Godine 1989. sudjeluje u osnivanju Otvorene televizije (OTV). Na Hrvatskoj radioteleviziji (HRT) prvi put počinje raditi 1990. godine kao urednica vijesti, zajedno s Dubravkom Merlićem. Nakon kraćeg prekida, 1995. godine postaje glavna urednica HTV-a.
Tijekom karijere vodila je nekoliko značajnih televizijskih emisija, među kojima se posebno ističu „Forum” i „Otvoreno”. Njene političke emisije redovito su bilježile visoku gledanost, privlačeći goste različitih političkih opredjeljenja. Godine 2007. prelazi na Novu TV gdje vodi emisiju „Kontakt”, no ubrzo se vraća na HRT gdje 2010. postaje vršiteljica dužnosti direktorice programa.
Nakon odlaska s HRT-a, kratko je uređivala Našu TV u Mostaru, a pokušala se okušati i u lokalnoj politici kandidirajući se za gradonačelnicu Makarske, ali nije pobijedila.